# Krasice
Krasice jsou někdejší samostatnou vsí, dnes místní částí Prostějova. Leží na západ od středu města mezi Čechovicemi a městem. Krasice mají převážně městskou zástavbu s původním kostelem, rybníkem a hřbitovem. Při sčítání lidu roku 2001 měly Krasice 301 domů a 2046 obyvatel.

## Název
Na vesnici bylo přeneseno původní pojmenování jejích obyvatel. To znělo pravděpodobně Krasějovici nebo Krasějici, základem bylo osobní jméno Krasěj, význam obyvatelského jména pak byl "Krasějovi lidé". Posléze došlo ke zkrácení jména na Krasice (podobné krácení je doloženo i u jiných místních jmen).

## Historie
První písemná zmínka o Krasicích pochází z roku 1310. V roce 1391 daroval Petr z Kravař vesnici Krasice nově založenému augustiniánskému klášteru v Prostějově. Za husitských válek si obec znovu přivlastnili páni z Kravař. Až do roku 1848 patřily Krasice k plumlovskému panství. Velmi silně poškozeny byly v době třicetileté války, výrazněji se začaly rozvíjet až v druhé polovině 18. století.
Od konce 19. století získaly Krasice předměstský charakter. Kromě zemědělství se v tomto období část obyvatel věnovala krejčovství nebo pracovala v prostějovských továrnách. V roce 1898 byla založena továrna na obuv. Ještě za první republiky byl v Krasicích bohatý spolkový život i přes nedalekou vzdálenost a vliv kulturně bohatého Prostějova. 
Za druhé světové války se do Krasic přestěhovalo 17 rodin ze zrušených vesnic na Drahanské vrchovině, které musely být opuštěny v důsledku násilného přesídlení německými a protektorátními úředními orgány. 9. května 1945 byly Krasice osvobozeny rumunskou armádou, teprve po ní přišla i sovětská armáda. 
V prvních poválečných volbách v parlamentních volbách roku 1946 zvítězili sociální demokraté (188 hlasů), následováni ČSNS (130 hlasů) a KSČ (127 hlasů). V roce 1945 byla znárodněna továrna na obuv, v roce 1949 k ní byli připojeni další podobní živnostníci a provozovny, tímto došlo k ustanovení národního podniku Gala. 
Mezi místními zemědělci panoval odpor ke kolektivizaci. Jednotné zemědělské družstvo (JZD) bylo založeno až v roce 1957.
V roce 1947 usilovalo prostějovské zastupitelstvo o připojení Krasic k Prostějovu, ale to krasičští občané odmítli. Mezi léty 1950–1954 správní připojení k Prostějovu existovalo, ale poté, co se Krasice opět osamostatnily, se od roku 1963 staly definitivní součástí Prostějova.

## Obyvatelstvo

### Struktura
Vývoj počtu obyvatel za celou obec i za jeho jednotlivé části uvádí tabulka níže, ve které se zobrazuje i příslušnost jednotlivých částí k obci či následné odtržení.
| Místní části   | Místní části | 1869 | 1880 | 1890 | 1900 | 1910 | 1921 | 1930 | 1950 | 1961 | 1970 | 1980 | 1991 | 2001 | 2011 |
| -------------- | ------------ | ---- | ---- | ---- | ---- | ---- | ---- | ---- | ---- | ---- | ---- | ---- | ---- | ---- | ---- |
| Počet obyvatel | část Krasice | 417  | 404  | 403  | 430  | 608  | 549  | 604  | 831  | 779  | 652  | 725  | 1553 | 2046 | 2531 |
| Počet domů     | část Krasice | 56   | 62   | 65   | 64   | 93   | 94   | 104  | 159  | 164  | 167  | 209  | 296  | 301  | 336  |

## Průmysl
Nejznámějším průmyslovým odvětvím tu je: kožedělný – Gala Krasice (výroba sportovních a medicinálních míčů, potřeb pro vodní, pěší a vysokohorskou turistiku), která vznikla v roce 1996 privatizací původní firmy Gala. 

## Památky
- Kostel svatého Josefa na původní návsi
- Stará hasičská zbrojnice
- Pomník padlým a zemřelým vojínům
- Původní hřbitov

### Zaniklá kaple
V Krasicích naproti rybníku stávala starobylá kaple. 28. března 1955 požádalo vedení Galy o souhlas k demolici památky, jelikož překážela vjezdu ke garážím. Historie a zasvěcení kaple není známo.

## Názvy ulic
Elišky Krásnohorské, Gabriely Preissové, Hloučelní, J. V. Myslbeka, Karla Svolinského, Kosířská, Mathonova, Na Brachlavě, nám. J. V. Sládka, Na okraji, Na vyhlídce, Zahradní, Západní, Zlechovská, Třešňová, Moravská, Krasická (část), Moravská (část).

## Fotogalerie

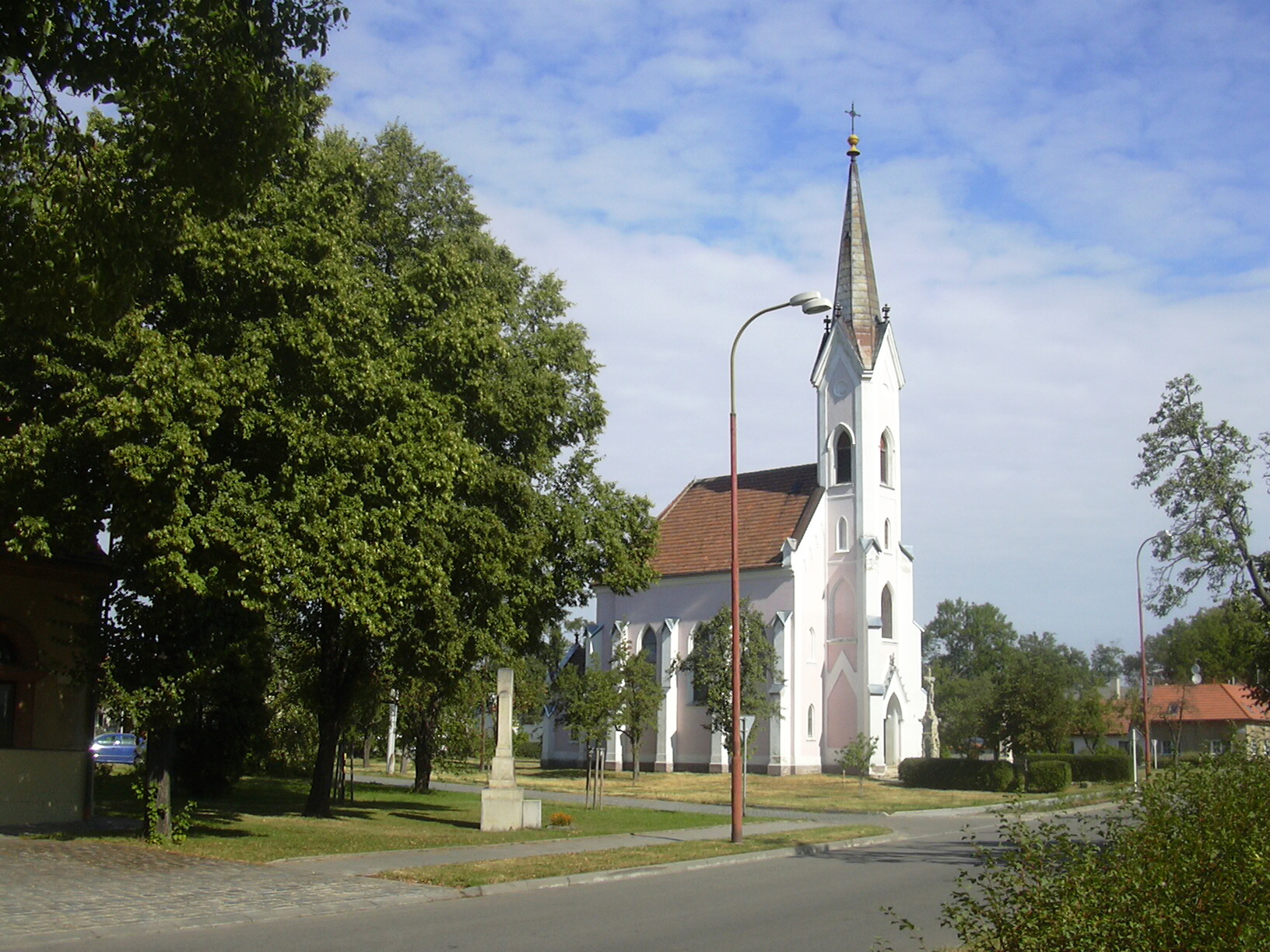
Kostel svatého Josefa
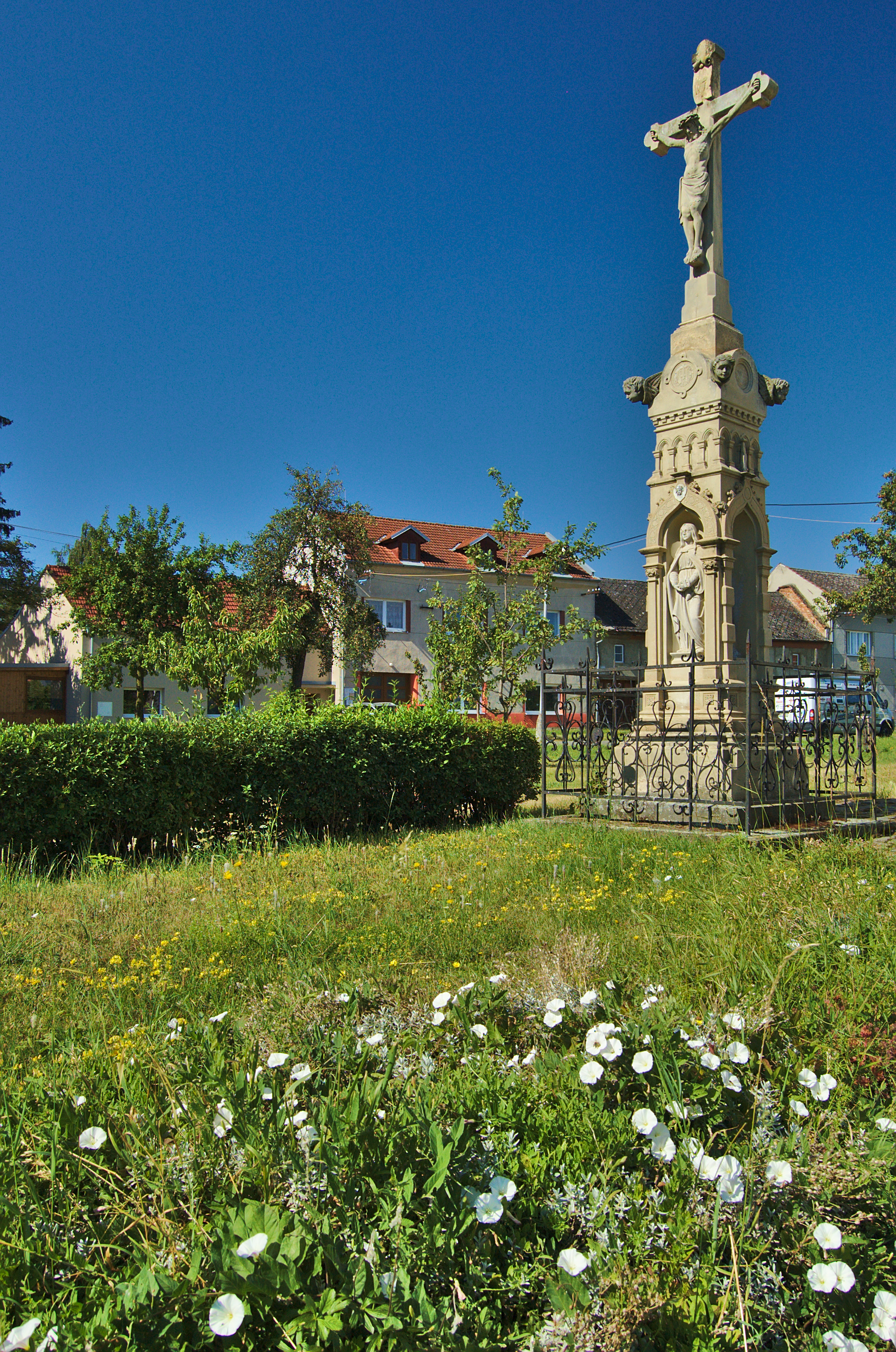
Kříž před kostelem
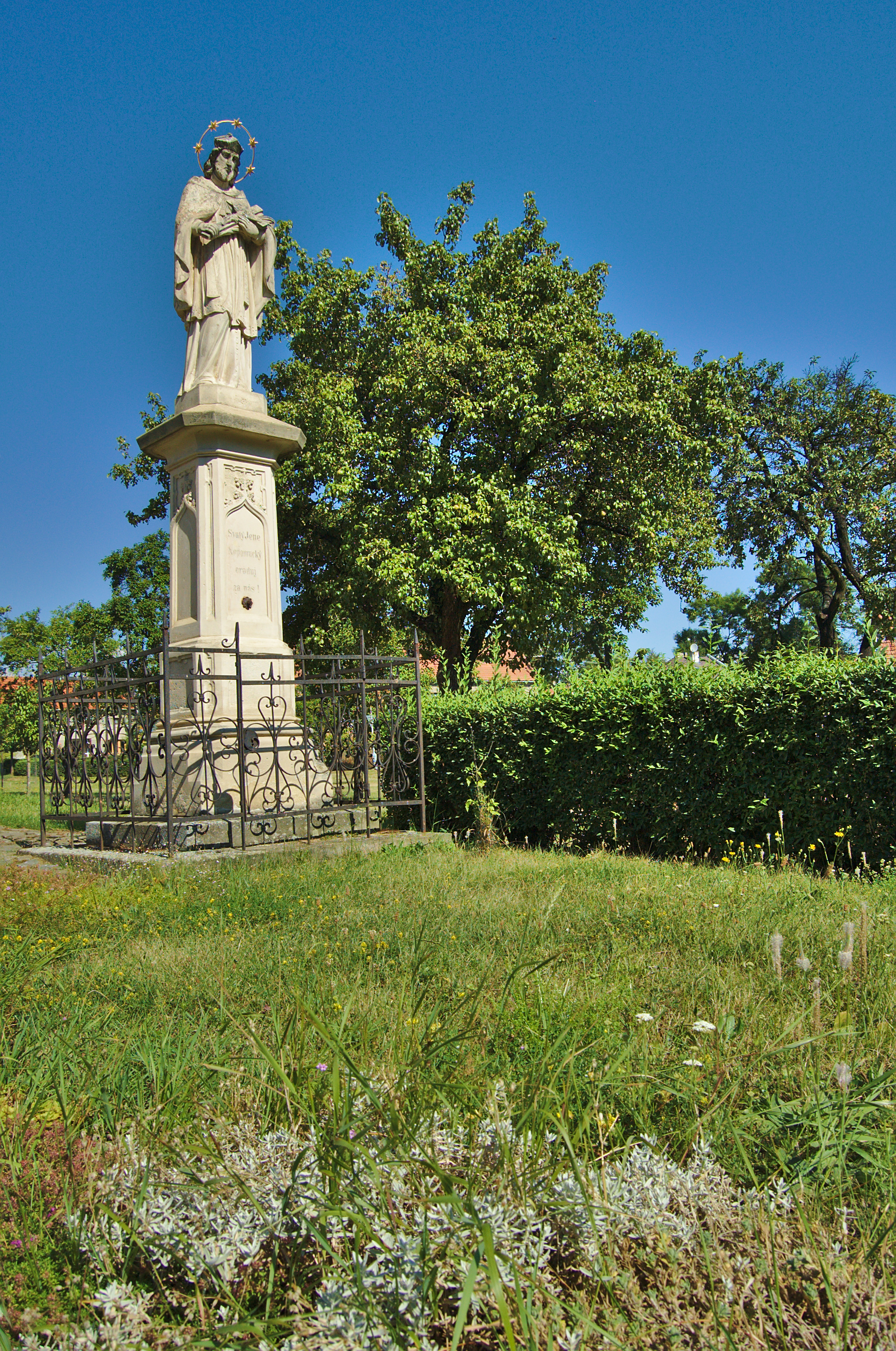
Socha před kostelem
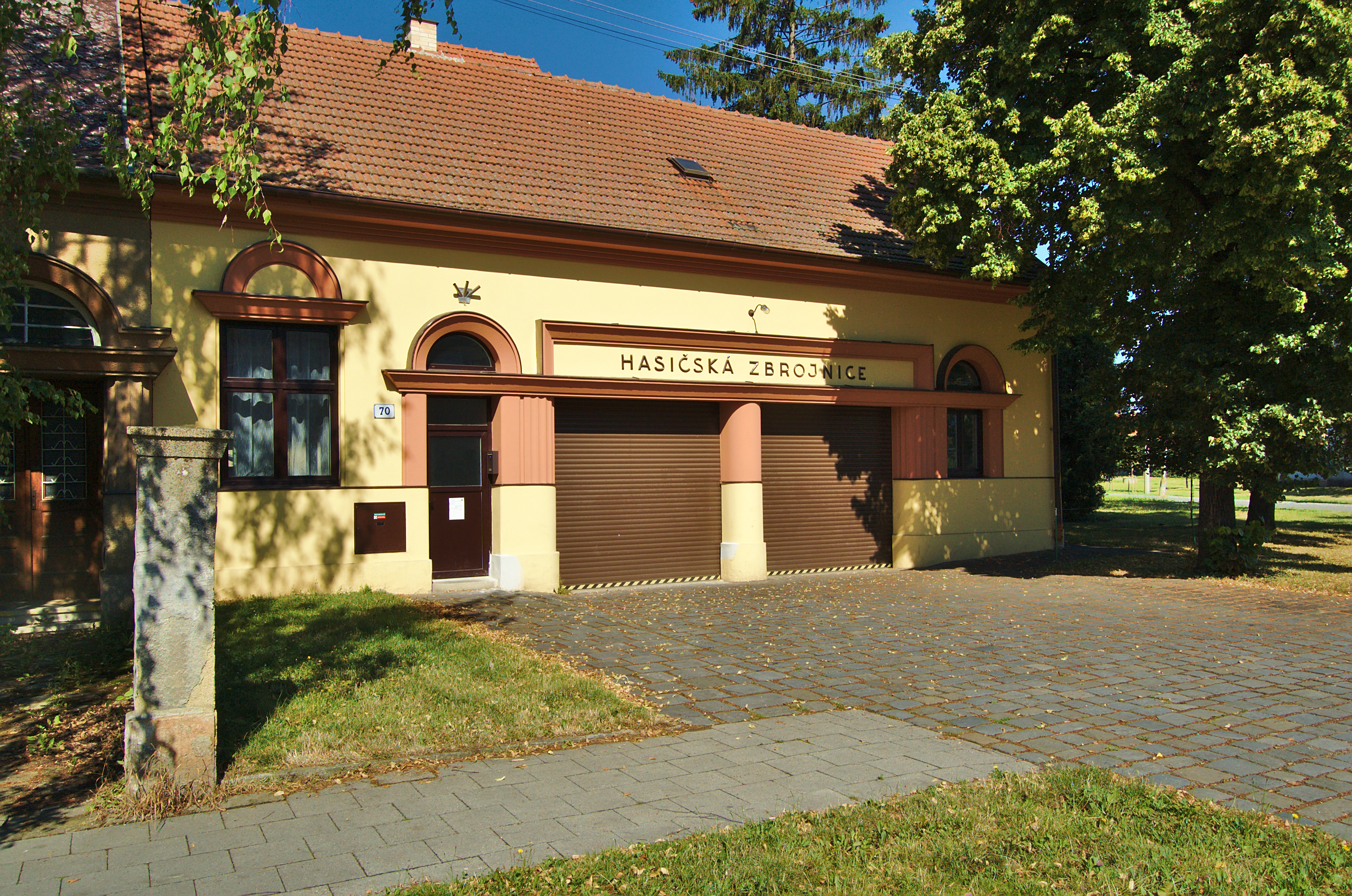
Hasičská zbrojnice
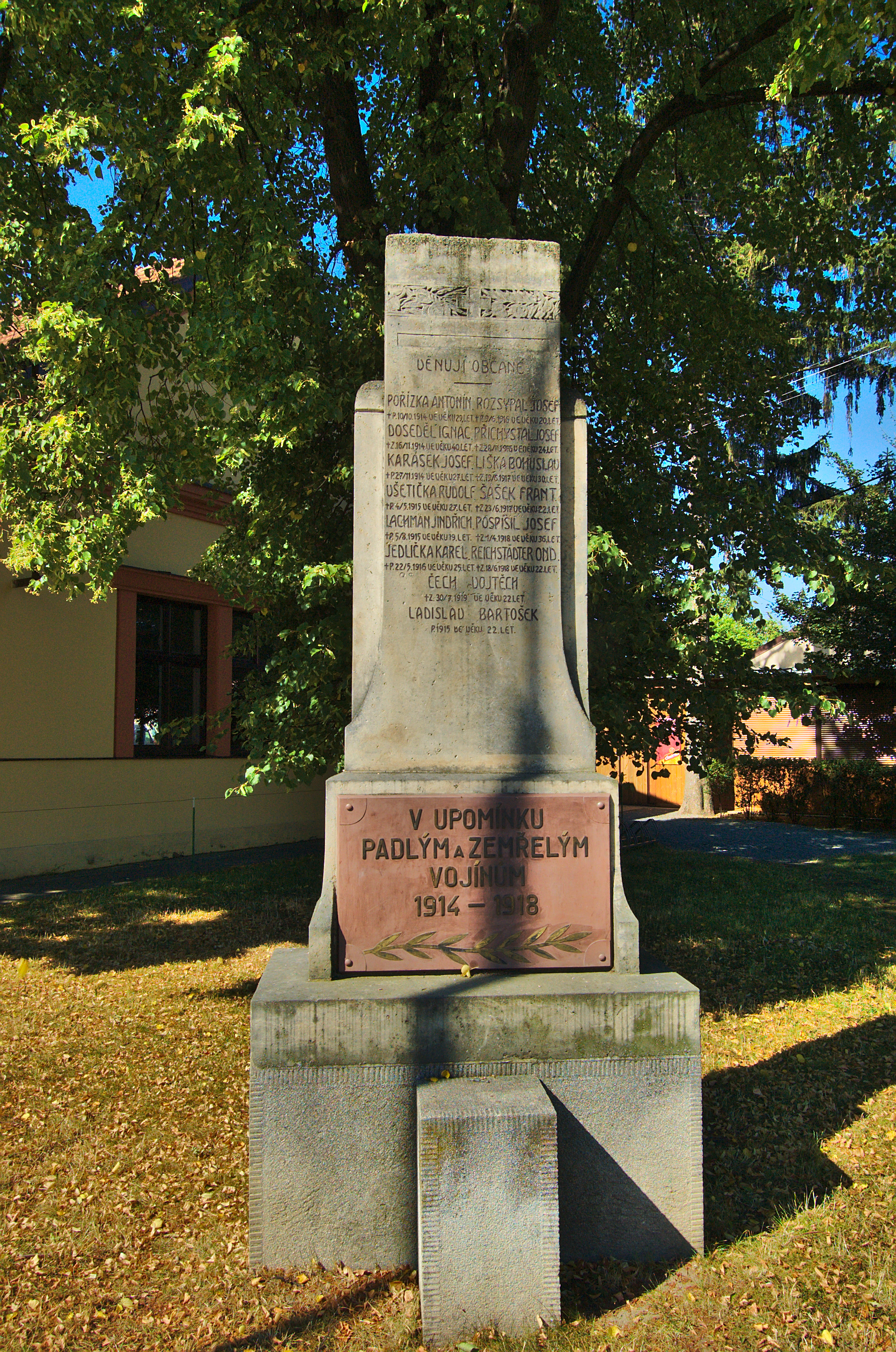
Pomník obětem 1. světové války před hasičárnou
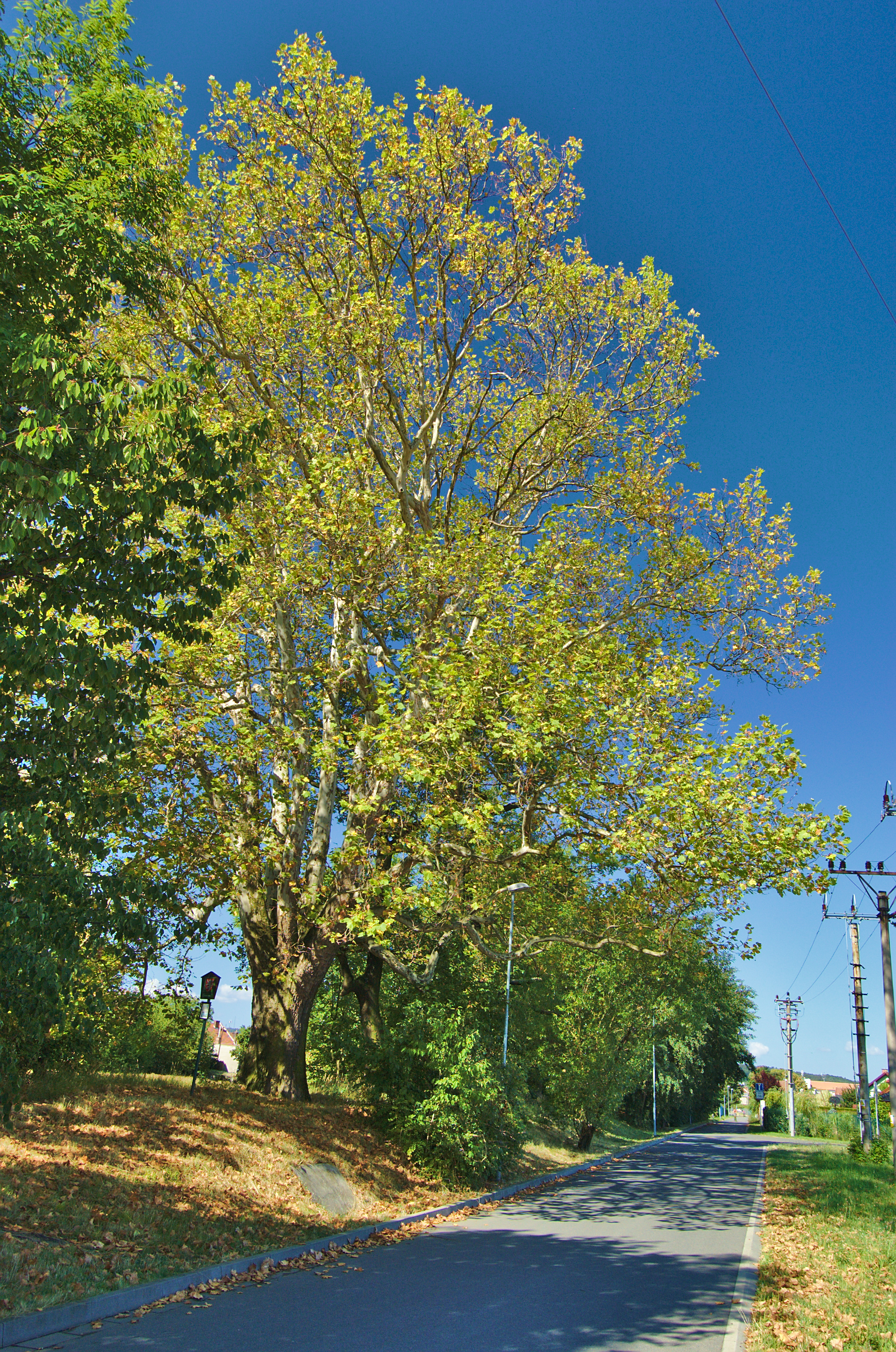
Platan javorolistý na břehu krasického rybníka
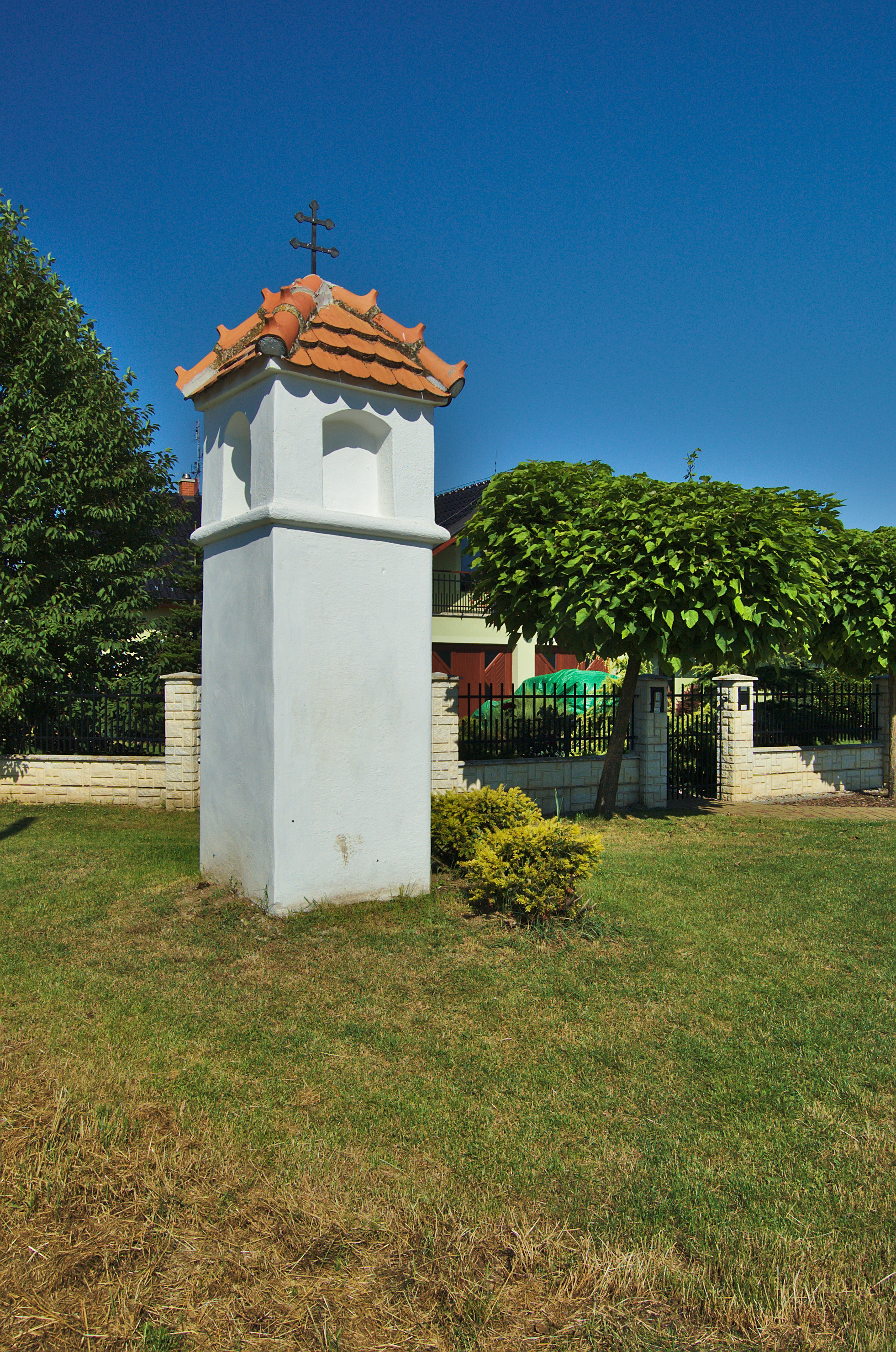
Boží muka – konec ulice Západní
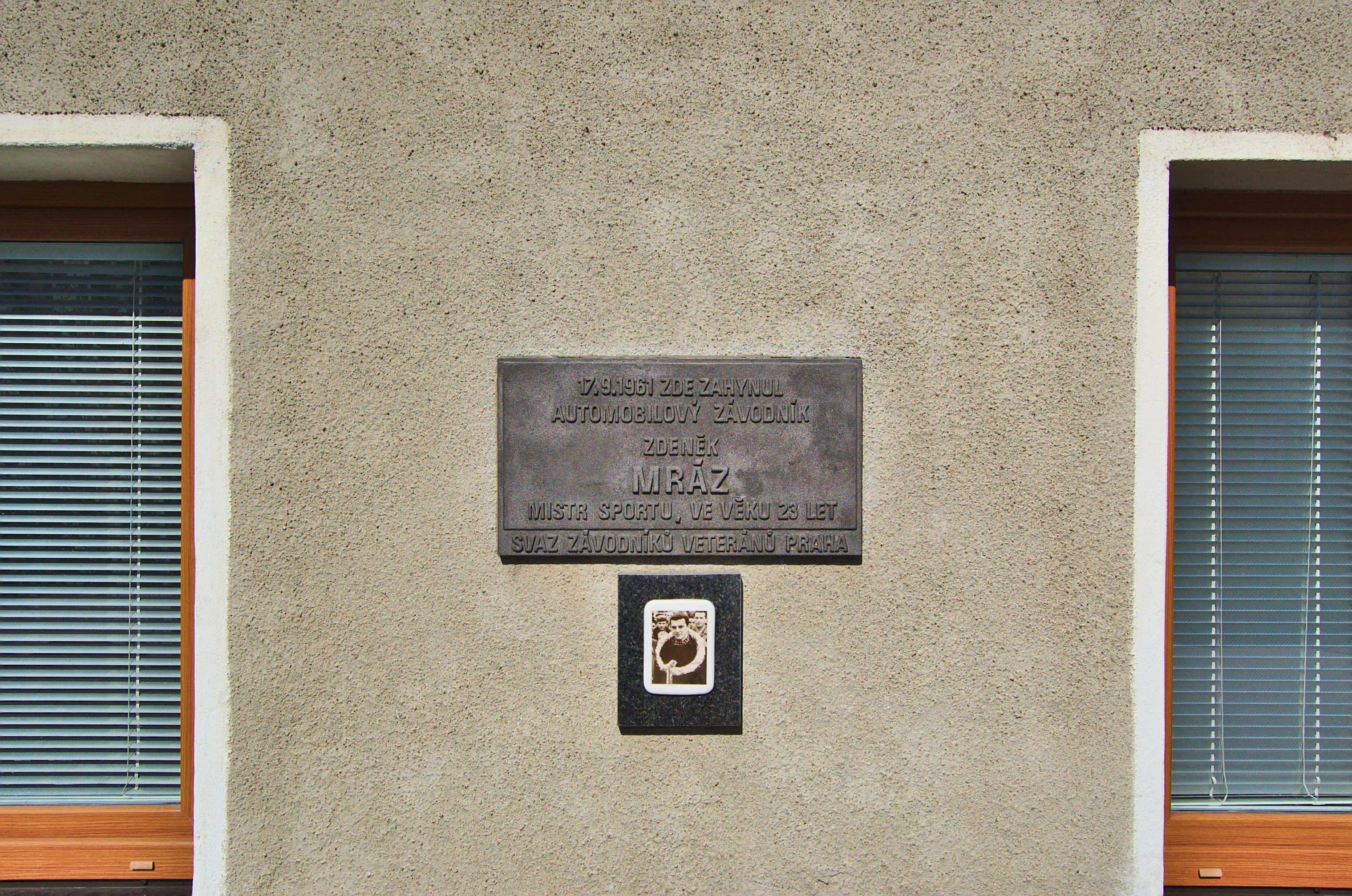
Památná deska závodníku Zdeňkovi Mrázovi na domě č. 62, ulice Západní